# Pelargoderus papuanus
Pelargoderus papuanus är en skalbaggsart som beskrevs av Stefan von Breuning 1936. Pelargoderus papuanus ingår i släktet Pelargoderus och familjen långhorningar. Inga underarter finns listade i Catalogue of Life.